# Rhoptromeris villosa
Rhoptromeris villosa är en stekelart som först beskrevs av Hartig 1840.  Rhoptromeris villosa ingår i släktet Rhoptromeris, och familjen glattsteklar. Arten är reproducerande i Sverige.